# Красятицька волость
Красятицька волость — адміністративно-територіальна одиниця Радомисльського повіту (з 1919 року - Чорнобильського повіту) Київської губернії з центром у селі Красятичі.
Станом на 1900 рік складалася з 39 поселень - 16 сіл, 7 хуторів, 5 німецьких колоній, 5 слобод та 6 урочищ. Населення — 11512 осіб (5895 чоловічої статі та 5617 — жіночої).
|                     | Площа, десятин | У тому числі орної, дес. |
| ------------------- | -------------- | ------------------------ |
| Сільських громад    | 16411          |                          |
| Приватної власності | 15434          |                          |
| Казенної власності  | —              | —                        |
| Іншої власності     | 130            |                          |
| Загалом             | 31975          | 16468                    |

Основні поселення волості:
- Красятичі — власницьке село за 80 верст від повітового міста, 872 особи, 146 дворів, православна церква, каплиця, поштова земська станція, 1-класна міністерська народна школа, винокурний завод, вітряк, постоялий двір, винна лавка, 3 "мєлочні" лавки.
- Велика Термахівка — село за 72 версти від повітового міста, 1214 осіб, 214 дворі, каплиця, церковно-парафіяльна школа, крупорушка, 3 вітряки.
- Вовчків — власницьке село за 80 верст від повітового міста, 1600 осіб, 294 двори, православна церква, каплиця, церковно-парафіяльна школа, паровий млин, лісопильня, 3 вітряки, 3 кузні, 4 бакалійні лавки, винна лавка.
- Залишани — власницьке село за 73 версти від повітового міста, 776 осіб, 133 двори, каплиця, церковно-парафіяльна школа, паровий борошномельний млин, кузня.
- Мусійки — власницьке село за 90 верст від повітового міста, 994 особи, 202 двори, каплиця, церковно-парафіяльна школа, паровий борошномельний млин, кузня, 2 вітряки, 3 бакалійні лавки, казенна винна лавка.